# Dougray Scott
Stephen Dougray Scott (Glenrothes, 1965. november 25. –) skót színész.

## Fiatalkora
Stephen Dougray Scott néven született Glenrothesben, az ápolónő Elma, valamint Alan Scott színész és ügynök gyermekeként. Az Auchmuty középiskolába járt. Művésznevét francia nagymamája után kapta. Scott egy alapítványi drámakurzusra iratkozott be, mielőtt a cardiffi Royal Welsh zene és dráma főiskolára ment volna. 1988-ban költözött Londonba.

## Pályafutása
Színházakban, televízióban és bábműsorokban kezdte színészi pályafutását. Első televíziós alakítása a Soldier Soldier-ben, első filmszerepe Az ikrek visszavágnak című filmben volt. Első jelentősebb szerepe Henry herceg megformálása volt az Örökkön örökké című 1998-as romantikus drámában Drew Barrymore partnereként. 2001-ben az Enigma című filmben tűnt fel. 2000-ben szerződést írt alá a Mission: Impossible 2. gonosztevőjének szerepére, majd az azt követő X-Men – A kívülállókban alakította volna Farkast. Azonban a Mission: Impossible 2. forgatása elhúzódott, így Hugh Jackman kapta meg Farkas szerepét.
2002-ben a Halj meg máskor bemutatója után Scott volt az egyik lehetséges jelölt a következő James Bond megformálására. 2006-ban feltűnt a Tízparancsolat című televíziós sorozatban Mózes szerepében, majd az NBC Heist című televíziós sorozatában játszott. 2006-2007-ben a Született feleségek 3. évadjában vállalt szereplést. 2007-ben a Hitman – A bérgyilkos, 2008-ban a Dr. Jekyll és Mr. Hyde egyik színésze volt. 2009-ben A triffidek napja című sci-fi főszerepét kapta meg.
2011-ben együtt játszott feleségével, Claire Forlanival A szerelem konyhája című romantikus komédiában, majd egy BBC-drámában, a United-ben oztották rá Matt Busby labdarúgó szerepét. 2013-ban vendégszerepelt a Ki vagy, doki? egy epizódjában, illetve főszerepet kapott a Hemlock Grove című horror-thriller sorozatban Famke Janssen mellett.

## Filmográfia

### Film
| Év   | Magyar cím               | Eredeti cím                   | Szerep                  | Magyar hang          |
| ---- | ------------------------ | ----------------------------- | ----------------------- | -------------------- |
| 1994 | Az elveszett hercegnő    | Princess Caraboo              | Dragoon kapitány        |                      |
| 1997 | A fronton túl            | Regeneration                  | Robert Graves kapitány  |                      |
| 1997 | Az ikrek visszavágnak    | Twin Town                     | Terry Walsh             | Galambos Péter       |
| 1997 | 9 és fél hét 2.          | Love in Paris                 | Charlie                 | Bartucz Attila       |
| 1998 | Örökkön-örökké           | Ever After                    | Henry herceg            | Selmeczi Roland      |
| 1998 | Deep Impact              | Deep Impact                   | Eric Vennekor           | Wohlmuth István      |
| 1999 | Gregory 2 barátnője      | Gregory's Two Girls           | Fraser Rowan            |                      |
| 1999 | A szerelem forgandó      | This Year's Love              | Cameron                 |                      |
| 1999 | Tündérek                 | Faeries                       | tündér herceg (hangja)  |                      |
| 2000 | Mission: Impossible 2.   | Mission: Impossible 2         | Sean Ambrose            | Csankó Zoltán        |
| 2000 | A csodatevő              | The Miracle Maker             | Jakab (hangja)          |                      |
| 2001 | Enigma                   | Enigma                        | Tom Jericho             | Szabó Sipos Barnabás |
| 2002 | Ripley és a maffiózók    | Ripley's Game                 | Jonathan Trevanny       | Széles Tamás         |
| 2003 | A költő                  | The Poet                      | Andrei                  |                      |
| 2003 | A királyt megölni…       | To Kill a King                | Sir Thomas Fairfax      | Szatmári Attila      |
| 2004 |                          | Things To Do Before You're 30 | Cass                    |                      |
| 2004 | Utolsó esély             | One Last Chance               | Frankie                 |                      |
| 2005 | Játszik még a szív       | The Truth About Love          | Archie                  | Karácsonyi Zoltán    |
| 2005 | Fekete víz               | Dark Water                    | Kyle Williams           | Kardos Róbert        |
| 2006 | Tökéletes teremtmény     | Perfect Creature              | Silus                   | Lux Ádám             |
| 2007 | Hitman – A bérgyilkos    | Hitman                        | Mike Whittier felügyelő | Haás Vander Péter    |
| 2008 |                          | New Town Killers              | Alistair                |                      |
| 2010 |                          | There Be Dragons              | Robert                  |                      |
| 2011 | A szerelem konyhája      | Love's Kitchen                | Rob Haley               | Varga Gábor          |
| 2011 | A szerelem konyhája      | Love's Kitchen                | Rob Haley               | Kőszegi Ákos         |
| 2011 | Egy hét Marilynnel       | My Week with Marilyn          | Arthur Miller           | Kőszegi Ákos         |
| 2013 | Halálfutam: A pokol tüze | Death Race 3: Inferno         | Niles York              | Varga Gábor          |
| 2013 |                          | Last Passenge                 | Lewis Shaler            |                      |
| 2014 | Elrabolva 3.             | Taken 3                       | Stuart St. John         | Lux Ádám             |
| 2015 |                          | Tiger House                   | Shane                   |                      |
| 2015 |                          | The Rezort                    | Archer                  |                      |
| 2015 |                          | The Vatican Tapes             | Roger Holmes            |                      |
| 2016 | London Town              | London Town                   | Nick Baker              | Kőszegi Ákos         |
| 2019 | A mélyből                | Sea Fever                     | Gerard                  | Kőszegi Ákos         |
| 2020 |                          | Sulphur and White             | Donald Tait             |                      |
| 2021 |                          | La Cha Cha                    | Roger Callaway          |                      |
| 2023 |                          | Irena's Vow                   | Eduard Rügemer          |                      |
| 2025 | Hatáskörön kívül         | Exterritorial                 | Erik Kynch              | Kőszegi Ákos         |
| 2025 | Az oxfordi évem          | My Oxford Year                | William Davenport       | Kőszegi Ákos         |

### Televízió
| Év        | Magyar cím                | Eredeti cím              | Szerep                    | Megjegyzések                                                  |
| --------- | ------------------------- | ------------------------ | ------------------------- | ------------------------------------------------------------- |
| 1990      |                           | Zorro                    | Don Pedro DeSoto          | 1 epizód                                                      |
| 1992      | Taggart felügyelő         | Taggart                  | Colin Murphy              | 1 epizód                                                      |
| 1992      |                           | Lovejoy                  | Horse                     | 2 epizód                                                      |
| 1992      |                           | Tell Tale Hearts         | David Sellors             | minisorozat (3 epizód)                                        |
| 1993      |                           | Stay Lucky               | Alex                      | 4 epizód                                                      |
| 1995      |                           | Kavanagh QC              | Terry Fisher              | 1 epizód                                                      |
| 1995      |                           | Soldier Soldier          | Rory Taylor őrnagy        | 11 epizód                                                     |
| 1995      | Hegylakó                  | Highlander: The Series   | Warren Cochrane           | - 1 epizód (4. évad) - magyar hangja: - Laklóth Aladár        |
| 1996      |                           | The Crow Road            | Lewis McHoan              | minisorozat (4 epizód)                                        |
| 1997      |                           | The Place of the Dead    | Richard Mayfield őrvezető | tévéfilm                                                      |
| 2000      | Az ezeregy éjszaka meséi  | Az Ezeregy éjszaka meséi | Shahryar szultán / Amin   | - minisorozat (2 epizód) - Amin magyar hangja: - Csuja Imre   |
| 2006      | Tízparancsolat            | The Ten Commandments     | Mózes                     | - minisorozat (2 epizód) - magyar hangja: - Haás Vander Péter |
| 2006      |                           | Heist                    | Mickey O'Neil             | 7 epizód                                                      |
| 2006–2007 | Született feleségek       | Desperate Housewives     | Ian Hainsworth            | 18 epizód                                                     |
| 2008      | Dr. Jekyll és Mr. Hyde    | Dr. Jekyll and Mr. Hyde  | Dr. Jekyll / Mr. Hyde     | - tévéfilm - magyar hangja: - Kőszegi Ákos                    |
| 2009      | Hamis tanú                | False Witness            | Ian Porter                | - tévéfilm - magyar hangja: - Megyeri János                   |
| 2009      | A triffidek napja         | The Day of the Triffids  | Dr. Bill Masen            | - minisorozat (2 epizód) - magyar hangja: - Galambos Péter    |
| 2009      |                           | Father & Son             | Michael O'Connor          | minisorozat (4 epizód)                                        |
| 2011      | United                    | United                   | Matt Busby                | - tévéfilm - magyar hangja: - Csankó Zoltán                   |
| 2012      |                           | Sinbad                   | La Stessa atya            | 1 epizód                                                      |
| 2013      | Ki vagy, doki?            | Doctor Who               | Alec Palmer               | 1 epizód (Hide)                                               |
| 2013      | Válaszcsapás              | Strike Back              | James Leatherby           | 2 epizód                                                      |
| 2013      | Rosszkor, rossz helyen    | The Wrong Mans           | Walker                    | 2 epizód                                                      |
| 2013–2014 | Hemlock Grove             | Hemlock Grove            | Dr. Norman Godfrey        | 23 epizód                                                     |
| 2016      | A kör bezárul             | Full Circle              | David Faulkner szenátor   | 10 epizód                                                     |
| 2016      | Fear the Walking Dead     | Fear the Walking Dead    | Thomas Abigail            | 2 epizód                                                      |
| 2016      | Harley és a Davidson fiúk | Harley and the Davidsons | Randall James             | minisorozat (1 epizód)                                        |
| 2017      |                           | The Replacement          | David Warnock             | minisorozat (3 epizód)                                        |
| 2017      |                           | Jamie Johnson            | Foxborough Scout          | 1 epizód                                                      |
| 2017–2018 | Blöff                     | Snatch                   | Vic Hill                  | 21 epizód                                                     |
| 2018      |                           | The Woman in White       | Sir Percival Glyde        | minisorozat (5 epizód)                                        |
| 2018      | Városi legendák           | Urban Myths              | Arthur Miller             | 1 epizód                                                      |
| 2019      |                           | Departure                | Ethan Moreau              | 4 epizód                                                      |
| 2019–2021 | Batwoman                  | Batwoman                 | Jacob Kane                | - főszereplő (1–2. évad) - 35 epizód                          |
| 2021      |                           | Crime                    | Ray Lennox                | - főszereplő (6. évad) - vezető producer                      |
| 2023      |                           | A Town Called Malice     | Tony Lord                 | 2 epizód                                                      |